# Гарт Грийнуел
Гарт Грийнуел (на английски: Garth Greenwell) е американски литературен критик, преподавател, поет и писател на произведения в жанра драматична проза.

## Биография и творчество
Гарт Грийнуел е роден на 19 март 1978 г. в Луисвил, Кентъки, САЩ. Когато е 14-годишен е изгонен от баща си заради неговата гей ориентация и след развода на родителите си живее при майка си. Завършва средно образование през 1996 г. в Художествената академия в Интерлохен, Мичиган.
Следва в Музикалното училище „Ийстман“ на университета на Рочестър. Получава бакалавърска степен по литература със специализация по ЛГБТ насоченост от Държавния университет на Ню Йорк в Пуршейз през 2001 г. Докато следва работи като редактор в „In Posse Review“ и получава наградата за поезия „Grolier 2000“. Получава магистърска степен от Вашингтонския университет в Сейнт Луис и магистърска степен по английска и американска литература от Харвардския университет.
След дипломирането си преподава английски език в частната гимназия „Грийнхилс“ в Ан Арбър и в периода 2009 – 2013 г. в Американския колеж в София. Участва в семинарите по творческо писане на Фондация „Елизабет Костова" в София и Созопол. Води годишна рубрика в литературното списание „West Branch“ наречена „Към зелена мисъл: Гарт Грийнуел за поезията“. Неговата кратка белетристика е публикувана в „The New Yorker“, „The Paris Review“, „A Public Space“ и „VICE“, както и пише литературна критика за „The New Yorker“, „London Review of Books“ и „New York Times Book Review“.
През 2011 г. прави литературния си дебют с новелата „Митко“, която печели наградата „Маями Юнивърсити Прес“ на Университета в Маями.
Първият му роман „Каквото ти принадлежи“ е издаден през 2016 г. Историята е за хомосексуалната връзка на американец, преподавател в Американския колеж в София, и 23-годишния харизматичен младеж от улицата Митко, чрез която американецът се връща към собственото си тревожно детство в американския Юг, където да си гей означава да си отхвърлен от всички. Романът включва като първа част преработената новела „Митко“. Книгата печели наградата „Бритиш буук“ за дебют на годината и е номинирана за други шест награди.
Вторият му роман „Cleanness“ (Чистота) от 2020 г. продължава темата за идентичността и различността на първия роман, и отношението на родителите към различните. Получава високи оценки от страна на критиката.
Удостоен е с наградата „Гролиер“, наградата „Рела Лоси“, наградата от фондация „Дороти Сарджент Розенберг“ и наградата „Бехтел“ за сътрудничеството между учители и писатели.
Гарт Грийнуел живее в Айова Сити със своя партньор, испанския поет Луис Муньос.

## Произведения

### Самостоятелни романи
- What Belongs to You (2016)
Каквото ти принадлежи, изд. „Black Flamingo“ (2016), прев. Надежда Радулова
- Cleanness (2020)

### Новели
- Mitko (2011)
Митко, изд.: „Жанет 45“, Пловдив (?), прев. Невена Дишлиева-Кръстева

### Разкази
- An Evening Out (2017)
- The Frog King (2018)
- Harbor (2019)